# والتر مورگان
والتر مورگان (انگلیسی: Walter L. Morgan; ۲۳ ژوئیهٔ ۱۸۹۸ – ۲ سپتامبر ۱۹۹۸) کارآفرین اهل ایالات متحده آمریکا بود، که در سال ۱۹۳۳ شرکت ولمینگتون را تأسیس کرد.